# Афект (психологія)

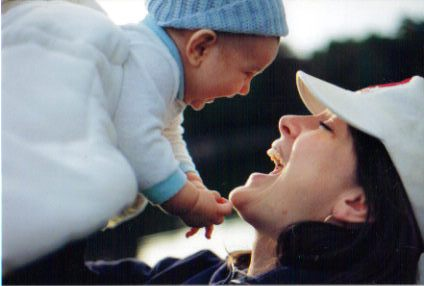

Афект (лат. Affectus — пристрасть, душевне хвилювання) — надто сильний і відносно короткочасний за тривалістю емоційний процес (наприклад: лють, жах, відчай, екстаз, кохання), під час якого знижується ступінь самоволодіння: дії та вчинки здійснюються за особливою емоційною логікою, а не за логікою розуму. Супроводжується різко вираженими руховими та вегетативними проявами та змінами в роботі внутрішніх органів. Афекти відрізняють від емоцій, почуттів і настроїв.

## Історія
Сучасна концепція афекту розроблена в ХІХ столітті разом із Вільгельмом Вундтом. Це слово походить від німецького Gefühl, що означає «почуття».
Було проведено ряд експериментів із вивчення соціально-психологічних афективних уподобань (тобто, що людям подобається чи не подобається). Було проведено конкретне дослідження уподобань, ставлення, формування враження та прийняття рішень. Це дослідження порівнює результати з пам’яттю розпізнавання (старі-нові судження), що дозволяє дослідникам продемонструвати надійні відмінності між цими двома. Судження та когнітивні процеси, засновані на афектах, були досліджені із зазначеними відміченими відмінностями, і деякі стверджують, що афект і пізнання знаходяться під контролем окремих і частково незалежних систем, які можуть впливати одна на одну різними способами (Zajonc, 1980).  Як афект, так і пізнання можуть бути незалежними джерелами ефектів у системах обробки інформації. Інші вважають, що емоція є результатом очікуваного, пережитого або уявного результату адаптаційної транзакції між організмом і навколишнім середовищем, тому процеси когнітивної оцінки є ключем до розвитку та вираження емоції (Lazarus, 1982).

## Сенс поняття
Афект, як і будь-який інший емоційний процес, являє собою психофізіологічний процес внутрішньої регуляції діяльності і відображає несвідому суб'єктивну оцінку поточної ситуації. Його унікальними характеристиками є короткочасність і висока інтенсивність, у поєднанні з вираженими проявами в поведінці й роботі внутрішніх органів. У тварин виникнення афектів пов'язано з факторами, що безпосередньо зачіпають підтримку фізичного існування, пов'язаними з біологічними потребами та інстинктами. Зміст і характер афектів людей зазнає значних змін під впливом суспільства, і вони можуть виникати також у створених соціальних відносинах, наприклад, в результаті соціальних оцінок і санкцій. Афект завжди виникає у відповідь на вже сформовану ситуацію, мобілізуючи організм й організовуючи поведінку так, щоб забезпечити швидку реакцію на неї.

## Межі поняття
Фахівці проводять відмінність між поняттям «афект» і поняттями «почуття», «емоція», «настрій» і «переживання».
Від почуттів,настроїв і емоцій  афекти відрізняються насамперед інтенсивністю й короткочасністю, а також тим, що завжди виникають у відповідь на вже виниклу ситуацію.
Під переживаннями  розуміють тільки суб'єктивно-психічну сторону емоційних процесів, не включаючи фізіологічні складові.

## Характеристики

### Інтенсивність (сила)
Афекти можуть відрізнятися один від одного по силі, починаючи від найбільш слабких і контрольованих свідомо, закінчуючи патологічними, які повністю виключають можливість свідомого контролю.

### Валентність
Як і всі емоційні процеси, афекти відображають суб'єктивну оцінку, значущість чого-небудь. Як оцінка буває позитивною або негативною, так і афекти бувають позитивними чи негативними. З причини своєї біологічної функції (швидка організація поведінки суб'єкта), афекти не бувають амбівалентними.

### Стенічність
У залежності від впливу на активність, афекти поділяються на стенічні та астенічні. Стенічні афекти спонукають до активної діяльності, мобілізують сили людини (гнів, захват та інші). Астенічні афекти розслаблюють або паралізують сили (безсилля, жах та інші).

### Фізіологічні та патологічні
Розрізняють (особливо в судової психіатрії) фізіологічний і патологічний афект. Перший, на відміну від другого, не супроводжується втратою самоконтролю, і не є підставою для визнання особи неосудним. Другий є порушенням нормального функціонування психіки й може свідчити про необхідність медичного втручання. Історично визначення «фізіологічний» було введено, щоб підкреслити відмінність простого, нормального афекту від патологічного, показати, що його фізіологічну основу складають природні для здорової людини нейродинамічні процеси, проте причини спостерігаються при афекті фізіологічних явищ мають психологічну природу. У сучасній психологічній літературі поняття «афект» вживається взагалі без додаткових визначень.

### Зміст
Афекти навіть однієї валентності можуть відрізнятися за змістом. Наприклад: гнів, захват, переляк та інші.

## Фізіологія афекту
Початок перебігу афекту супроводжується змінами з боку вегетативних реакцій (зміна пульсу й дихання, спазм периферичних кровоносних судин, виступання поту та інші), різко вираженими змінами в довільно-рухової сфері (гальмування, збудження або перезбудження, порушення координації рухів). На цьому ефекті ґрунтується принцип роботи детектора брехні, що реєструє безліч фізіологічних показників організму.
Сильний афект зазвичай порушує нормальний перебіг вищих психічних процесів — сприйняття і мислення, іноді викликає звуження свідомості або його затьмарення.

## Афективний комплекс і кумулятивний афект
Пережиття стану афекту залишає стійкі «афективні сліди» у довготривалій пам'яті, що визначають вибірковість поведінки щодо ситуацій та їх елементів, які раніше викликали афект. Комплекси таких слідів («афективні комплекси») справляють істотний вплив на розвиток і функціонування психіки особистості і поведінку людини. Навіть відносно далекі за змістом слова-подразники в зв'язку з асоціаціями, викликають виникнення  елементів афективних комплексів.
Повторення ситуацій, що викликають той чи інший негативний афективний стан, веде до акумуляції афекту, яка може розрядитися в бурхливій, некерованій афективній поведінці («афективний вибух», «кумулятивний афект»). У зв'язку з цією властивістю афектів, у виховних і терапевтичних цілях були запропоновані різні методи «каналізації» афекту.

### Українською мовою
1. Балабанова Л. М. Судова патопсихологія (питання визначення норми і відхилень). — Д.: Сталкер, 1998. – 432 с.
2. Комплексна діагностика і фармакотерапевтична корекція афективних розладів внаслідок вживання опіоїдів та психостимуляторів : дис. ... канд. мед. наук: 14.01.17 / Самойлова Олена Степанівна ; АМН України, Ін-т неврології, психіатрії та наркології. - Х., 2006. - 160 арк.: рис., табл.
3. Порушення сексуального здоров'я та функціонування сім'ї при афективних розладах у чоловіків (медико-психологічні аспекти) : автореф. дис. ... д-ра мед. наук : 19.00.04 / Білобривка Ростислав Іванович ; Львів. нац. мед. ун-т ім. Данила Галицького. - Л., 2010. - 287 арк. : рис., табл. - Бібліогр.: арк. 239-287.
4. Психологічна енциклопедія : A - Я / авт.-упоряд. О. М. Степанов. - К. : Академвидав, 2006. - 424 с. - (Серія "Енциклопедія ерудита"). - ISBN 966-8226-30-5
5. Психологія і педагогіка: основні положення : навч. посіб. / В. С. Лозниця. - К. : ЕксОб, 2001. - 303 с. - ISBN 966-7111-04-0
6. Психотехнологія корекції афекту неадекватності та дезадаптованості у підлітків : навч.-метод. посіб. / І. С. Булах, Л. Г. Семенча ; Нац. пед. ун-т ім. М. П. Драгоманова, Ін-т соціол., психології та упр. - К. : НПУ ім. М. П. Драгоманова, 2010. - 95 с. : табл. - Бібліогр.: с. 89-94. - 500 пр. - ISBN 978-966-660-624-5
7. Риторичний словник / З. Куньч ; Київська міська державна адміністрація, Український науково-виробничий центр "Рідна мова". - Київ : Рідна мова, 1997. - 341 с. - ISBN 5-7707-9737-2
8. Спеціальна педагогіка: [понятійно-термінологічний словник] / За ред. акад. В. І. Бондаря. – Луганськ: Альма -матер, 2003. – 436 с.
9. Сучасний тлумачний психологічний словник / В. Шапар. — Х.: Прапор, 2005. — 639 с. — ISBN 966-7880-85-5
10. Установка як чинник кумулятивного фізіологічного афекту у судово-експертному дослідженні : дис. ... канд. психол. наук : 19.00.06 / Савка Ірина Мар'янівна ; Нац. акад. внутр. справ. - К., 2010. - 281 арк. : табл. - Бібліогр.: арк. 251-281.

### Іноземними мовами
1. Большой толковый психологический словарь / А. Ребер ; [пер. с англ. Чеботарева Е. Ю.]. - Москва : Вече : Аст, 2000. - На пер. авт. не указан. - Пер. изд. : The penguin dictionary psychology / A. Reber. Т. 1 : А-О. - 2000. - 591 с. - ISBN 5-7838-0605-6
2. Макаренко А. С. Педагогическая поэма. Соч. в 7-ми т. Т. 1. / М.: Изд-во АПН РРФСР, 1957. — С. 61, 63—65.
3. Энциклопедический словарь медицинских терминов: Ок. 60000 терминов. В 3-х т. Т. 1 / Гл. ред. Б. В. Петровский. — М.: Сов. энцикл., 1982. — С. 109.
4. Blechman, E. A. (1990). Moods, Affect, and Emotions. Lawrence Erlbaum Associates: Hillsdale, NJ.
5. Wolfram Ehlers und Alex Holder (2007): Psychologische Grundlagen, Entwicklung und Neurobiologie. Basiswissen Psychoanalyse. Stuttgart, Klett-Cotta.
6. Adam Bilikiewicz, Włodzimierz Strzyżewski: Psychiatria: podręcznik dla studentów medycyny. Warszawa: Państwowy Zakład Wydawnictw Lekarskich, 1992. ISBN 83-200-1688-6.